# 菲蓋朗
18°40′46″S 53°38′18″W / 18.67944°S 53.63833°W

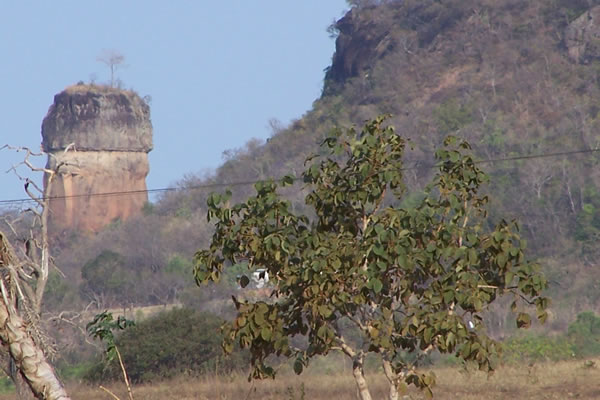
菲蓋朗

菲蓋朗（葡萄牙語：Figueirão），是巴西的城鎮，位於該國西部，由南馬托格羅索州負責管轄，始建於2003年9月14日，面積4,883平方公里，海拔高度396米，2014年人口3,005，人口密度每平方公里0.601人。